# 주님 승천 대축일
주님 승천 대축일(라틴어: In Ascensione Domini)은 기독교에서 예수 그리스도가 부활 후 하늘나라로 올라갔음(예수의 승천)을 기리는 날이다. 전통적으로 로마 가톨릭교회에서는 주님 승천 대축일을 주님 부활 대축일로부터 40일째 되는 부활 제6주간 목요일에 지내지만, 대한민국을 비롯하여 주님 승천 대축일이 의무 축일이 아닌 일부 나라에서는 부활 제7주일로 옮겨 지내고 있다. 로마 가톨릭교회는 또한 대중매체를 통한 효과적인 교회의 사도직 수행을 위해 1967년 ‘홍보의 날’을 제정했으며, 특히 한국 가톨릭교회에서는 1980년부터 해마다 주님 승천 대축일을 홍보 주일로 지내오고 있다.

## 역사
주님 승천 대축일의 역사는 매우 오래되었다. 현존하는 문헌상 기록은 5세기 초 이후에나 등장하지만, 성 아우구스티노는 사도 시대부터 주님 승천 대축일을 지냈다고 주장하였다. 또한, 그는 자신이 살고 있던 당시보다 오래전에 이미 교회 안에서 보편적으로 기념되고 있었다고 언급하였다. 주님 승천 대축일에 대해서는 성 요한 크리소스토모와 니사의 성 그레고리오가 쓴 글 뿐만 아니라 《사도 헌장》에도 자주 언급되어 있다. 《아이테리아의 순례》에서는 그리스도가 태어난 베들레헴의 작은 동굴 위에 성당을 세우고, 주님 승천 대축일 전야 미사를 거행했다는 기록이 나온다. 5세기 이전에 기록된 복음서들을 볼 때, 초대 교회에서는 그리스도의 부활 또는 성령의 강림과 더불어 그리스도의 승천을 축일로 기념했던 것으로 추정된다. 일각에서는 엘비라 시노드(300년경)의 교령 43항을 근거로 예수 부활 대축일 이후 40일째 되는 날에 주님 승천 대축일을 지내고, 50일째 되는 날에는 성령 강림 대축일을 지내는 관례를 비판하며, 초대 교회 당시의 관례는 성령 강림 대축일과 주님 승천 대축일을 같은 날짜에 함께 기념하였다고 주장하고 있다. 한편 그리스도의 승천을 묘사한 조각이나 프레스코화는 5세기 초엽부터 나타나기 시작했다.

## 서방
주님 승천 대축일의 라틴어 아쉔시오(ascensio)는 종종 아쉔사(ascensa)라고도 불리는데, 이 단어는 그리스도가 다른 누구의 힘을 빌리지 않고 스스로의 힘으로 일어났다는 뜻을 갖고 있다. 로마 가톨릭교회에서 주님 승천 대축일은 의무 축일이다. 주님 승천 대축일 전 3일 동안은 특별한 기도와 참회의 날들로 지낸다고 해서 탄원의 날이라고 부른다. 또한 주님 승천 대축일 전 주일인 부활 제6주일은 탄원의 주일이라고 부른다. 주님 승천 대축일의 전야는 15세기 이후에 생겨났으며, 교황 레오 13세는 주님 승천 대축일 다음 날부터 성령 강림 대축일을 준비하기 위한 9일 기도를 바칠 것을 요청하였다.

## 같이 보기
- 예수의 승천